# Tony Armas, Jr.
Antonio José Armas (Puerto Píritu, Anzoátegui, Venezuela, 29 de abril de 1978) es un beisbolista venezolano hijo del pelotero venezolano Antonio Armas, outfielder y gran bateador. Tony juega como pitcher derecho, y en  2007 jugó con los Pittsburgh Pirates.
Firmado primero por los New York Yankees y enviado luego a los Boston Red Sox, quienes los cambiaron a los Montreal Expos por el lanzador Pedro Martínez en un intercambio que involucraba también a Carl Pavano, con este equipo debutó en 1999. Su carrera ha estado marcada por varias lesiones que, en diversas oportunidades lo han alejado del terreno de juego. En Venezuela jugó en la LVBP con los Leones del Caracas hasta el 2009, equipo al cual llegó procedente de Caribes de Anzoátegui en cambio por Roberto Petagine (quien al poco tiempo sería dejado en libertad).
Tony volvió a Caribes de Anzoátegui el 5 de noviembre del 2009 a cambio del infielder Iván Ochoa.
- Datos: Q3030327